# Claudia Emerson
Pour les articles homonymes, voir Emerson.
Claudia Emerson, née le 13 janvier 1957 à Chatham en Virginie et morte le 4 décembre 2014  à Richmond, est une poétesse américaine.

## Biographie
Elle obtient le prix Pulitzer de poésie  en  2006 pour son recueil Late Wife et est honorée du titre de Poet Laureate of Virginia (en) en 2008.

## Œuvres
Ses œuvres ne sont pas traduites en français.
- Andrewsee, 1997.
- Pinion, An Elegy, 2002
- Late Wife, 2005
- Figure Studies, 2008
- Secure the Shadow, 2012
- The Opposite House, 2015